# Spieleentwicklungskombinat GmbH
Spieleentwicklungskombinat GmbH (SEK) was een Duits entertainment softwarebedrijf dat computerspellen ontwikkelde. Het is opgericht in 1998 door Thomas Langhanki samen met Carsten Orthbandt, Ingo Neumann en Carolin Batke. Het bedrijf is bekend geworden door het spel Wiggles (Duitse titel), Gnomy (Russische titel) of Diggles (Europese titel).
Het bedrijf heeft ook voor Sunflowers gewerkt aan ParaWorld, een 3D real-time strategy computerspel voor de PC dat zich afspeelt in een prehistorische wereld met dinosaurussen. Het bedrijf moest als gevolg van tegenvallende verkopen van ParaWorld zijn deuren sluiten.

## Spellen
- Diggles: The Myth of Fenris (Duitsland: 27 september 2001, Verenigde Staten: 26 februari 2002, Rusland: 12 april 2002[1])
- ParaWorld (25 september 2006)